# Lloyd Langlois
Lloyd Langlois (n. 11 noiembrie 1962, Sherbrooke⁠(d), provincia Québec, Canada) este un sportiv ce a reprezentat Canada, medaliat olimpic. A participat la o ediție a Jocurilor Olimpice (1994) în care a câștigat o medalie de bronz.

## Participări
Lista de mai jos prezintă principalele competiții la care a participat Lloyd Langlois de-a lungul carierei.
- freestyle skiing at the 1994 Winter Olympics – men's aerials[*]